# Самодрежа (Вучитрн)
Самодрежа (алб. Samadregjë) је насеље у општини Вучитрн на Косову и Метохији. Након 1999. село је познато и као Лумкућ (алб. Lumkuq) Атар насеља се налази на територији катастарске општине Самодрежа површине 1145 ha. Село се налази на крајњим јужним падинама Копаоника, у долини Лаба. Село има основну школу, здравствену амбуланту, продавнице са прехрамбеном робом, бензинска станица, интернет кафе итд...

## Географија
Село је у котлини, разбијеног типа, оранице са лукињом, смоницом и растреситом земљом, на којима успевају све житарице, поврће и воће. Село је смештено на крајњем јужним падинама Копаоника, у долини Слаковачке реке, удаљено источно од Вучитрна 11 км. Дели се на седам махала (Сељанце или Сељаце, Маљочка, Буњачка, Башолска, Сурдулска, Лазића и Јазбина). Махала Сељанце (Сељаце) носи назив по већ ишчезлом арбанашком роду, који се ту доселио из Сељанца (Копаоничка Шаља). Осгале махале, сем Јазбине, зову се по јединим или важнијим родовима који у њима живе. Куће у махалама такође нису на окупу већ разбијене на мање групице.

## Историја
По предању у народној песми „Урош и Мрњавчевићи“, уочи Косовске битке 1389. постојала је црква опевана као "бијела црква Самодрежа". У њој је кнез Лазар причестио своју војску. Исто предање каже да је у цркви после Косовске битке био сахрањен Милош Обилић. На брду Градини изнад цркве био је стари град са дворцем Вука Бранковића, на коме је, по предању, кнез Лазар одржао вечеру са својим војсковођама и у здравици изговорио познати поклич из народне песме: "Ко не дошао на бој на Косово…". Почетком 20. века Бранислав Нушић, тадашњи српски конзул у Приштини, затекао је сачуван само један угао цркве у висини од два метра, док је од камена са цркве један Албанац, из породице Маљока из села, направио поред цркве воденицу. Воденица је била све до Другог светског рата, али није радила. Њен водени јаз протицао је поред цркве. По наредби приштинског Јашар-паше Џинића, оловом са цркве Самодреже покривена је џамија у селу Бенчуку, на источној страни планине Чичавице. Непосредно уз стару цркву било је старо српско гробље са великим надгробним крстовима који су личили на праве жртвенике украшене рељефним геометријским профилима и крстовима.  После Првог светског рата, на иницијативу народа овог краја и српских првака, покренута је акција за обнову цркве Самодреже, којом је руководио Петар Куновчић из Београда, иначе инскептор Министарства пољопривреде и народни посланик. Црква је обновљена на темељима старе, са доста смањеном величином због недостатка средстава, јер је народ од прилога изградњу обавио. Поред многих добртвора приложника за обнову цркве био је и наш велики и светски научник Михајло Пупин и Њујорка. црква са великим звоником са три звона је освештена 1932. Том приликом у црквено двориште засађено је разно украсно дрвеће и уједно подигнута и основна школа, једна од најлепших тога доба на Косову. Поред тога, изграђен је и тврди пут од цркве до главнoг пута Вучитрна-Приштина у дужини од око 5 км. Према причању Албанаца из овог села, како су им стари њихови преносили, на брежуљку са западне стране преко пута цркве код старога бреста, од кога је остао само пањ, и назирао се после Другог светског рата, наилазили су са малим копањем на посуђе, кашике, виљушке, ножеве од метала и чиније од керамике, а по предању ту је била и кнежева трпеза.
По жељи Петра Куновчића, поред цркве изграђена је и једна гробница у којој су смештене кости које су пронађене приликом градње, а другу гробницу одредио је за себе, да се ту сахрани. На жалост, њега су Немци 1941. стрељали у Београду, а његова гробница послужила је власти Среза Вучитрнског, у доба откупа 1948, у њу су затварали људе због неиспорученог жита, а пре тога би у гробници уносили воду. Зна се да је једну ноћ у овој гробници са водом провео Бего Стамболић из Новог Села Маџунског. Пуким случајем наишао је Спасоје Церовина око поноћи, идући са посла из рудника Трепче, са упаљеном карбитном лампoм. Када се приближио цркви, чуо је запомагање. Изненађен, пришао је гробници и отворио бетонски поклопац и Бега Стамболића извадио и одвео га у кућу у којој је становао иза цркве, јер је његова кућа у Луг Дубници порушена 1941. од стране комшије Албанаца, па је становао у црквеној кући У априлском рату 1941. албански фашисти су одмах ударили на ову цркву, опљачкали је, уништили фреске, поломили прозоре, врата скинули, иконостас уништили, тако да су остали само голи зидови. Поред тога, попели су се да скидају кров са цркве, која је покривена бакарним лимом, али је један рушитељ, из породице Маљока или Буњака који су били главни носиоци рушења, пао са крова и на месту остао мртва. Захваљујући томе остао је кров на цркви. Уништено је украсно дрвеће које је било у кругу засађено, као и школски инвентар.
Ова црква до данас није обнављана, само је прекречена и постављена су врата. За прославу шестстогодишњице Косовског боја 1989. асфалтиран је пут до цркве у дужини око 5 км и нешто ограде око цркве постављено. Сељаначка махала имала је своје гробље испод градине које је оскрнављено. Мала Јазбина укопавала се у гробље Загорја и у Л. Дубнице, а Лазићи махала у Виљаначко. Од 1922. до 1930. населило се 17 кућа на куповину и 1 кућа на добијену земљу.
Данило Милинчић (21) је убијен 2. јуна 1982. од стране Мује Фератија (48) у Даровом шљиваку. Мајка Даница се са преостала два сина пет дана касније иселила из Самодреже. Мештани обе националности су тврдили да су се раније добро слагали, а да су проблеме правили новопридошли Албанци - вршили су притисак јер су хтели земљу.

## Порекло становништва по родовима
Село је једним делом било чифлик Албанаца из Трстене. Чифчије су били цигански и српски родови и од Албанаца један део рода Башола.
Подаци о пореклу становништва из тридесетих година 20. века.
Цигански родови
- Лазићи (7 к, Св. Василије). Старинци или стари досељеници непознатог порекла.
- Шашићи (14 к, Св. Никола). Досељени из Црне Горе почетком 19. века.
- Николићи (2 к, Св. Никола). Досељени 1929. из Србице (Дреница).

Српски родови
- Милићи (6 к, Александар Невски – „Св. Лесендрија“). Досељени крајем 18. века од Васојевића. Деле се на – Милиће (2 к.), – Милановиће (2 к.) и – Михајловиће (2 к.).
- Милинчић ( 3 к, Св. Никола). Старинци или стари досељеници непознатог порекла.

Срби и Црногорци аутоколонисти
- Симићи (4 к.), – Милуновићи (5 к.), – Стојковићи (3 к.) и – Живановићи (2 к.). Сви из Топлице. Прва два рода досељена 1922, трећи 1925, а четврти 1927.
- Милошевић (2 к.) 1928. из Жупе (Александровачке).
- Церовић (4 к.) 1927. и – Мићетић (3 к.) 1930. из Херцеговине.
- Комненовић (1 к.) и – Прелевић (2 к.) 1927. из Црне Горе.

Арбанашки родови
- Буњак (24 к.), од фиса Краснића. Досељени из Скадарске Малесије крајем 18. века мало пре Срба Милића.
- Маљок (13 к.), од фиса Краснића. Досељени из Скадарске Малесије почетком 18. века Појасеви у 1956. од досељеног претка: Ука, Фазли, Бећир, Вели, Бећир; Башол (7 к.), од фиса Краснића. Досељени из Скадарске Малесије после Маљока,
- Сурдул (5 к.), од фиса Краснића. Доселили се из Сурдука (Врање), али пре мухаџира.
- Зебрћ (1 к.), од фиса Шаље. Досељен из Забрђа (Копаоничка Шаља).
- Меровц (1 к.), од фиса Краснића,
- Пакаштиц (3 к.), од фиса Краснића и – Маврић (2 к.), од фиса Сопа, досељени из лапских села Меровца (1916), Пакаштице (1921) и Маврића (1941).
- Тикол (2 к.), од фиса Тсача. Досељен 1927. из Врбовца (Дреница).

## Учесници ослободилачких ратова 1912-1918
- Живић Јорго, Церска битка
- Живић Марко, Церска Битка
- Милинчић Данило, Солунски фронт
- Стојковић Војислав, Солунски фронт
- Милуновић Сима, Солунски фронт

## У логорима и заробљеништву 1941-45
- Милуновић Богљуб, Немачка
- Николић Симо, Немачка
- Стојковић Драгомир, Италија

## Учесници Другог светског рата (1941—47)
- Живић Војин
- Живић Милан
- Лазић Живко
- Милић Живорад
- Мичета Вељко
- Мичета Милан
- Милуновић Будимир
- Милутиновић Властимир
- Милуновић Милорад
- Милошевић Милош
- Милошевић Раде
- Симић Милосав
- Симић Младен
- Симић Илија
- Симић Стражимир
- Симић Миленко

## Погинули у Другом светском рату (1941—47)
- Живић Војин, у Пећи 1945.
- Лазић Живко, у Бару 1945.
- Мичета Вељко, 1942, Шилово, Јабланица

## Жртве у Другом светском рату (1941—47)
- Милуновић Сима, на имању 1941.
- Николић Лазар, у кући 1945.
- Славковић Сава, у кући 1943.
- Стојковић Светозар, у кући 1945, сви од балиста
- Милинчић Данило, убијен на имању од комшија албанаца|Мухамед Ферат звани Мујо,син Мухамеда Ферата,сестрић Мухамеда Ферата,синовац Мухамеда Ферата]] 1982.
- Милинчић Обрад,отац Милинчић Данила, убијен на имању од албанаца 1968
- Милинчић Данило,деда Милинчић Данила, убијен од албанаца.

## Демографија
Насеље има албанску етничку већину. 1997. године у селу је живело 19 српских домаћинстава са 73 члана, од тога је 7 старачких домаћинстава са 12 чланова. До 1999. године у селу је живело око 70 Срба.
| Година       | 1948 | 1953 | 1961 | 1971  | 1981  | 1991  | 2011  |
| ------------ | ---- | ---- | ---- | ----- | ----- | ----- | ----- |
| Становништво | 842  | 927  | 979  | 1.165 | 1.396 | 1.515 | 1.321 |

|  |